# ジェームズ・タヴァーニアー
- ジェームズ・タヴェルニエ
- ジェームズ・タヴァーニエ

ジェームズ・ヘンリー・タヴァーニアー（英語: James Henry Tavernier、1991年10月31日 - ）は、イングランドのサッカー選手。ポジションはDF。

## クラブ歴

### ユース
ブラッドフォードに生まれ、ファースリー・セルティックFCの下部組織でサッカーを始めた。2001年にリーズ・ユナイテッドFCの下部組織に移籍、ゴールキーパーからミッドフィールダーにコンバートされた。

### ニューカッスル・ユナイテッド
2008年にニューカッスル・ユナイテッドFCに移籍。2009年9月22日に行われたEFLカップでフル出場し選手初出場を記録した。
2011年1月7日にカンファレンス・プレミア所属のゲーツヘッドFCにチームメイトのヨアン＝シムン・エドムンドソンとともに28日間の期限付き移籍。翌8日に移籍後初出場を記録。その後期限付き移籍期間が4月9日まで延長された。ゲーツヘッドではイアン・ボギー監督から大きな未来が待っている選手と評され信頼されていた。契約期間は4月9日までであったが、ジェームズ・パーチがリザーブチームでの試合でレッドカードを受け、3試合の出場停止処分となったために3月24日にニューカッスル・ユナイテッドに呼び戻された。4月2日の試合でベンチ入りを果たしたが出場は無かった。
同年8月11日にフットボールリーグ1のカーライル・ユナイテッドFCに1ヶ月の期限付き移籍で加入。翌月に期限付き移籍期間が11月半ばまで延長された。カーライル・ユナイテッドのグレッグ・アボット監督も彼を高く評価し、17試合に出場した。
同年11月21日に同じくフットボールリーグ1のシェフィールド・ウェンズデイFCに翌年1月9日までの契約で期限付き移籍。
2012年1月31日には同じくフットボールリーグ1のミルトン・キーンズ・ドンズFCにシーズン終了までの期限付き移籍をした。しかし4月初めにニューカッスル・ユナイテッドに呼び戻された。このシーズンの彼は3クラブに期限付き移籍した上に保有元のニューカッスル・ユナイテッドにも在籍するという落ち着かない一年であった。
2012年8月23日にはニューカッスル・ユナイテッドの一員としてUEFAヨーロッパリーグ 2012-13予選のアトロミトスFC戦にフル出場し、UEFA主催試合での初出場を達成した。9月29日の試合ではスティーヴン・テイラーに代わって56分に投入され、プレミアリーグ初出場となった。このシーズンはニューカッスル・ユナイテッドで一年を過ごし、4つのコンペティションで計7試合に出場した。
2013年7月26日にはフットボールリーグ1のシュルーズベリー・タウンFCに1ヶ月の期限付き移籍。しかし移籍前からあった中足骨の怪我が悪化したためにい半月でニューカッスル・ユナイテッドに帰還となった。
同年11月28日にフットボールリーグ1のロザラム・ユナイテッドFCに短期間の緊急レンタルで期限付き移籍。2日後に移籍後初出場をすると、この試合でプロ初得点を記録した。合計27試合に全てスターティングメンバーとして出場、5得点をあげる活躍を見せた。また5月25日の昇格プレーオフではレイトン・オリエントFCを破ってフットボールリーグ・チャンピオンシップ昇格に貢献した。

### ウィガン・アスレティック
2014年6月28日、フットボールリーグ・チャンピオンシップのウィガン・アスレティックFCに完全移籍。8月9日の試合でドン・カウィーに代わって投入され、フットボールリーグ・チャンピオンシップ初出場を記録した。
2015年1月15日にフットボールリーグ1のブリストル・シティFCにシーズン終了までの期限付き移籍。生まれ故郷のブラッドフォード・シティAFC戦で2得点をあげ、合計12試合3得点を記録した。

### レンジャーズ
2015年7月20日、スコティッシュ・チャンピオンシップ所属のレンジャーズFCにチームメイトのマーティン・ワグホーンとともに完全移籍。3年契約で移籍金は20万ポンド。5日後のスコティッシュチャレンジカップで移籍後初出場を記録するとフリーキックから移籍後初得点を記録した。さらに8日後のスコティッシュリーグカップでも得点を記録した。なおリーグ戦初得点は8月16日であった。その翌週にもペナルティボックス際からのフリーキックで得点を決めて同月の2部最優秀選手賞に選出された他、クラブも首位に立ち、マーク・ウォーバートン監督も月間最優秀監督賞に輝いた。10月にはウィガン・アスレティック時代の選手起用に対する信用ならなさからワグホーンとの間に友情が生まれたとメディアに語った。翌2016年4月5日の試合で彼が得点を記録して1-0で勝利した事により優勝が決定、破産による4部降格からの復活を果たした。その5日後にもスコティッシュチャレンジカップ決勝でロングボレーを決めて勝利に貢献、この試合のマン・オブ・ザ・マッチに選出された。
移籍後初シーズンで活躍した彼にレンジャーズは新たな契約を提示したが、給与面が芳しくなかったために拒否された。その後7月19日に合意に達し、同月21日に2019年5月までの契約を締結した。
2018年7月にスティーヴン・ジェラード新監督の下で主将に就任。初陣となったUEFAヨーロッパリーグ 2018-19 予選のFKシュクピ戦では得点を決めて勝利に貢献した。2019年3月のハイバーニアンFC戦では相手チームのファンが彼めがけて闖入した。広告を乗り越えて闖入し彼に接近したものの、そこで警察に取り押さえられたため被害はなく、闖入者は裁判の末に有罪となり、スコットランド国内のサッカー場全てに出入禁止となった。
2020-21シーズンは12月8日の時点で45得点3失点という堅守を誇り、UEFAヨーロッパリーグ 2020-21 グループリーグにも進出、サイドバックとして堅守に貢献しつつ16得点11アシストと攻撃面でも大活躍を見せた。このシーズン、レンジャーズは10シーズンぶりの国内王者に輝いた。また、2021年4月6日には新たに3年契約を締結した。2021-22シーズン、UEFAヨーロッパリーグ 2021-22では準決勝セカンドンドレグでもゴールを決めるなど、準決勝までに7ゴールを挙げて決勝進出に大きく貢献、決勝で敗戦したが大会得点王に輝いた。

## 家族
弟のマーカス・タヴァーニアーもサッカー選手。

## タイトル
- UEFAヨーロッパリーグ得点王 : 2021-22(7ゴール)